# Onofre Marimón
Onofre Marimón,  argentinski dirkač formule 1, * 23. december 1923, Zárate, Buenos Aires, Argentina, † 31. julij 1954, Nürburg, Nemčija.
Onofre Agustín Marimón, bolj znan kot Onofre Marimón, je pokojni argentinski dirkač Formule 1. Debitiral je v sezoni 1951, ko je nastopil le na dirki za Veliko nagrado Francije, kjer je odstopil. Naslednjo priložnost je dobil na Veliki nagradi Belgije v sezoni 1953, ko je osvojil tretje mesto, na preostalih petih dirkah sezone pa ni več osvojil točk. Tudi začetek sezone 1954 so zaznamovali odstopi do pete dirke za Veliko nagrado Velike Britanije, ko je osvojil še svoje drugo in zadnje tretje mesto v karieri, kajti na kvalifikacijah pred naslednjo dirko za Veliko nagrado Nemčije se je smrtno ponesrečil. 

## Popolni rezultati Formule 1
(legenda) (odebeljene dirke pomenijo najboljši štartni položaj, poševne pa najhitrejši krog, †-uvrščen kljub odstopu)
| Leto | Moštvo                    | Šasija         | Motor               | 1       | 2   | 3       | 4       | 5     | 6       | 7       | 8       | 9       | Prv | Toč  |
| ---- | ------------------------- | -------------- | ------------------- | ------- | --- | ------- | ------- | ----- | ------- | ------- | ------- | ------- | --- | ---- |
| 1951 | Scuderia Milano           | Maserati 4CLT  | Milano Straight-4   | ŠVI     | 500 | BEL     | FRA Ret | VB    | NEM     | ITA     | ŠPA     |         | -   | 0    |
| 1953 | Officine Alfieri Maserati | Maserati A6GCM | Maserati Straight-6 | ARG     | 500 | NIZ     | BEL 3   | FRA 9 | VB Ret  | NEM Ret | ŠVI Ret | ITA Ret | 11. | 4    |
| 1954 | Officine Alfieri Maserati | Maserati 250F  | Maserati Straight-6 | ARG Ret | 500 | BEL Ret | FRA Ret | VB 3  | NEM DNS | ŠVI     | ITA     | ŠPA     | 13. | 4.14 |